# Batnes
Batnes is een bestuurslaag in het regentschap Timor Tengah Utara van de provincie Oost-Nusa Tenggara, Indonesië. Batnes telt 620 inwoners (volkstelling 2010).